# Фадино
Фадино — железнодорожная станция (населённый пункт) в Омском районе Омской области России. Входит в состав Новоомского сельского поселения.

## География
Населённый пункт находится на юге центральной части Омской области, в лесостепной зоне, в пределах Барабинской низменности, восточнее железнодорожной линии Омск — Иртышское, на расстоянии примерно 29 километров (по прямой) к юго-западу от посёлка Ростовка, административного центра района. Абсолютная высота — 88 метров над уровнем моря.

### Часовой пояс
Железнодорожная станция Фадино, как и вся Омская область, находится в часовой зоне МСК+3. Смещение применяемого времени относительно UTC составляет +6:00.

## Население
| 2006 | 2010 |
| ---- | ---- |
| 246  | ↘218 |

Гендерный состав
По данным Всероссийской переписи населения 2010 года в гендерной структуре населения мужчины составляли 43,6 %, женщины — соответственно 56,4 %.
Национальный состав
Согласно результатам переписи 2002 года, в национальной структуре населения русские составляли 82 % из 256 чел.

## Улицы
Уличная сеть станции состоит из двух улиц.